# ツェレテリ駅
ツェレテリ駅（ツェレテリえき、グルジア語: წერეთელი、グルジア語ラテン翻字: Tsereteli）は、ジョージアのトビリシ、ディドゥビス地区にあるトビリシ地下鉄サブルタロ線の駅である。

## 開業・改築
1979年9月に開業。建築家のM・カツィタゼ (მ. კაციტაძე) が設計し、建設会社トビルカラク・プロエクティ (თბილქალაქპროექტი) が施工した。構内は黒い大理石を基調とした内装であった。
開業当時の駅名はツェレテリ通り駅（ツェレテリどおりえき、グルジア語: წერეთლის გამზირი、グルジア語ラテン翻字: Tseretlis Gamzili）であった。これは、駅の唯一の出入口がツェレテリ通りに面していたことに由来する。なおツェレテリ通りは、ロシア帝国時代のジョージアの詩人アカキ・ツェレテリにちなんで名付けられたものである。
この駅は2006年に改築され、内装が大きく変更された。駅は近代的基準に基づいて整備され、映像スクリーンが導入された。黒い大理石の一部は青いタイルに置き換えられた。
プラットホームの奥の壁面には、ロシア帝国時代のジョージアの詩人アカキ・ツェレテリの頭部のオブジェが飾られている。出入口は1カ所であり、乗降客はジョージア銀行のサービスを利用することができる。

## 駅周辺
近隣は住宅街である。